# 徐智 (1920年)
徐智（1920年—），男，中华人民共和国政治人物，曾任南京市人民政府市长。

## 生平
徐智出生于1920年，1982年9月至1983年4月任南京市市长，还曾任扬子石化公司第一任党委书记。